# Марселу Каетану
Марсе́лу Каета́ну або повне ім'я Марсе́лу Жозе́ даш Не́віш А́лвіш Каета́ну (порт. Marcello José das Neves Alves Caetano; 17 серпня 1906, Лісабон — 26 жовтня 1980, Ріо-де-Жанейро) — португальський політик, прем'єр-міністр Португалії у 1968—1974 роках.

## Біографія
Закінчив юридичний факультет Лісабонського університету, здобувши науковий ступінь доктора у 1931 році. З самого початку своєї політичної діяльності став прихильником авторитарного режиму Салазара, з яким працював у міністерстві фінансів, міністерстві колоній, займав інші керівні посади за диктаторського режиму Нової держави. У 1968 році після погіршення стану здоров'я Салазара був призначений на його посаду прем'єр-міністра, на якій перебував до повалення диктатури 25 квітня 1974 року під час Революції гвоздик. Вважається послідовником режиму свого попередника Салазара, проте був прихильником більш відкритої зовнішньої політики з деякими пожвавленнями свободи слова.
Після революційних подій Каетану разом з сім'єю було дозволено залишити Португалію — спочатку він вилетів на острів Мадейра, згодом оселився в Бразилії, де і помер у 1980 році від серцевого нападу.
У Бразилії займався викладацькою академічною діяльністю в одному з університетів Ріо-де-Жанейро. Невдовзі після його смерті було опубліковано перший і єдиний том його праці Історія португальського права (порт. História do Direito Português). З моменту залишення Португалії і до самої смерті ніколи не бажав повернутися на батьківщину.